# Лион (окръг, Канзас)
Окръг Лион (на английски: Lyon County) е окръг в щата Канзас, Съединени американски щати. Площта му е 2214 km², а населението - 35 609 души. Административен център е град Емпория.